# توت‌آغاجی
توت‌آغاجی یک روستا در ایران است که در دهستان قلعه‌جوق شهرستان ماه‌نشان واقع شده‌است. توت‌آغاجی ۴۱ نفر جمعیت دارد.